# جان توماس (عالمة كيمياء حيوية)
جان توماس (بالإنجليزية: Jean Thomas)‏ هي عالمة كيمياء حيوية بريطانية، ولدت في 1 أكتوبر 1942 في Treboeth ‏ في المملكة المتحدة.